# 刘放桐
刘放桐（1934年—），男，湖南桃江人，中国西方哲学史家，曾任复旦大学教授、博士生导师，中国现代外国哲学学会副理事长。